# Kloster Klosterbeuren
Kloster Klosterbeuren ist ein ehemaliges Kloster der Terziarinnen der Franziskaner-Observanten in Klosterbeuren, Gemeinde Babenhausen in Bayern in der Diözese Augsburg.

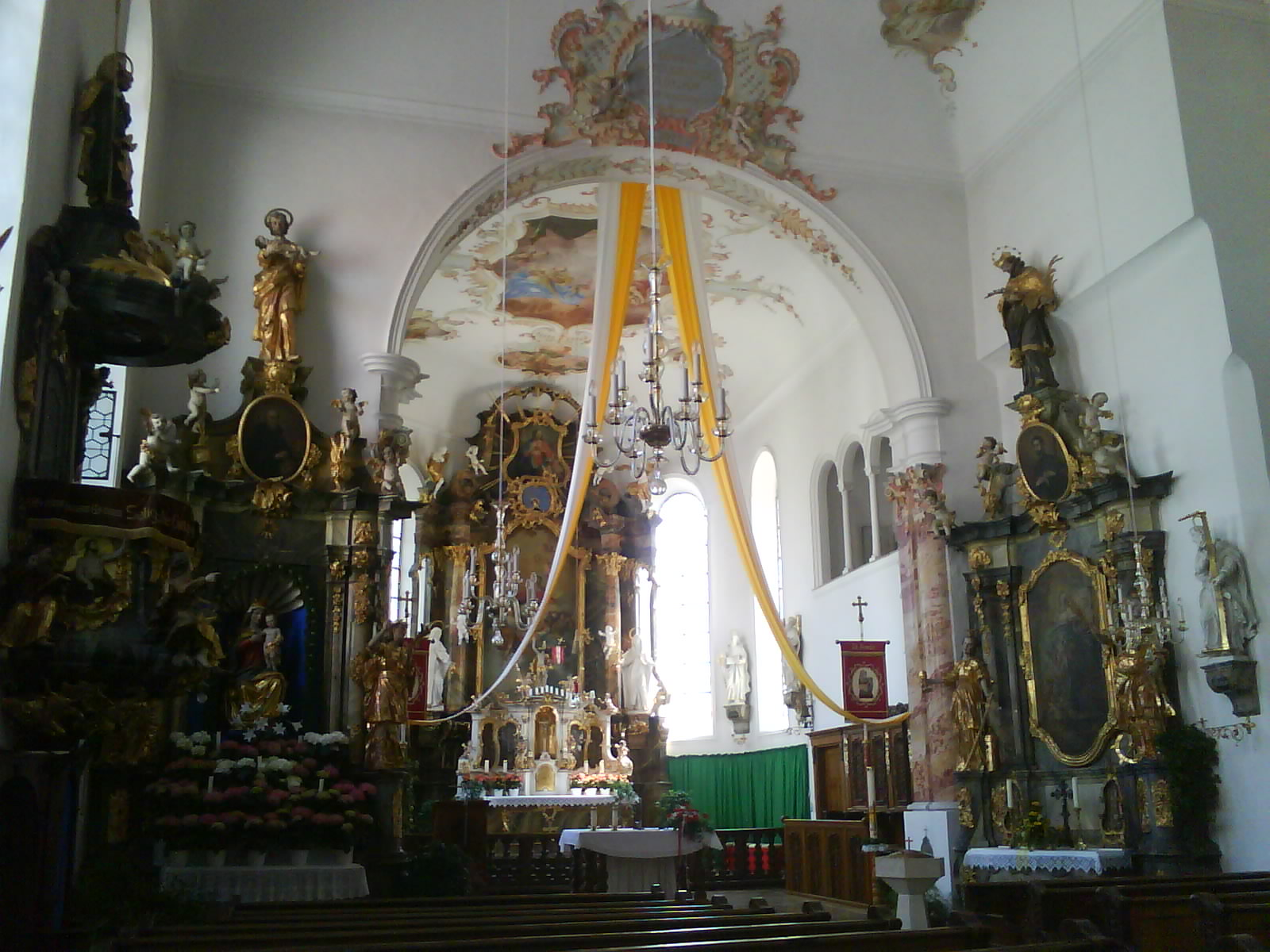
Die ehemalige Klosterkirche in Klosterbeuren nach Osten

## Geschichte
Das dem Heiligen Blut geweihte Kloster wurde vor 1273 gegründet durch Ritter von Schönegg mit Zustimmung des Grafen Hartmann von Grüningen. Ungefähr bis zum Jahr 1500 war es ein Augustinerinnenkloster, danach war es ein Franziskanerinnenkloster. Während des Dreißigjährigen Krieges wurde das Kloster geplündert und von der Pest heimgesucht. Wie von diesem Ereignis konnte sich das Kloster auch von einer zweiten Plünderung im Jahr 1800 erholen, die mit der Verwüstung des Klosters durch Brand einherging. Aber schon drei Jahre nach dieser zweiten Plünderung wurde das Kloster im Zuge der Säkularisation zugunsten des Deutschen Ordens aufgelöst. Zwei Jahre später kamen die Gebäude in den Besitz des bayerischen Staates, der diese wieder verkaufte. Um das Jahr 1860 wurden die Klostergebäude schließlich abgerissen.